# Ben Finegold
Benjamin Philip Finegold ameriški šahovski velemojster, YouTuber / Twitch streamer, * 6. September 1969, Detroit, Michigan, ZDA.
Finegold je postal mojster USCF pri 14 letih, življenjski mojster (USCF) pri 15 letih, višji mojster (USCF) pri 16 letih, mednarodni mojster (FIDE) pri 20 letih in velemojster (FIDE) pri 40 letih.
Finegold je bil prejemnik Samfordove štipendije ameriškega šahovskega sklada. Poleg snemanja in predvajanja šahovskih tem na družbenih medijih je bil aktiven pri komentiranju turnirjev v živo, predavanjih in pisanju. Bil je rezidenčni velemojster šahovskega kluba Saint Louis in soustanovil šahovski klub in šolski center v Atlanti.

## Zgodnje življenje
Finegold se je rodil v Detroitu, Michigan, v šahovski družini, sin šahovskega mojstra Rona Finegolda in njegove žene Rite. Pri 5 letih se je naučil šahovskih pravil in pri 6 letih prejel prvo oceno USCF.
Stuart Rachels pravi, da je, ko mu je bilo dvanajst let, videl Bena Finegolda in njegovega očeta Rona, kako sta se premetavala v šahovskem klubu na Manhattnu in ponujala denarne stave 8:1 na enominutne igre na igralca.
Finegold je končal srednjo šolo junija 1986 pri 16 letih. Nato se je preselil v Columbus, Ohio, da bi se ukvarjal s šahom.

## Kariera
Finegold je povedal, da je v mladosti igral na stotine turnirskih iger na leto: "Rad sem imel šah in če sem izgubil, mi ni bilo pomembno. To je glavna stvar, ki jo moraš narediti, da postaneš boljši v šahu – če izgubiš na stotine iger zapored, je vse v redu." 
Finegold je leta 1993 prejel Samfordovo štipendijo ameriškega šahovskega sklada.
Finegold je delil prvo mesto na odprtem šahovskem prvenstvu ZDA leta 1994 (Chicago, Illinois) in leta 2007 (Cherry Hill, New Jersey). Na svetovnem odprtem prvenstvu leta 2002 (Philadelphia, Pennsylvania) je dosegel prvo mesto (in dosegel velemojstrsko normo ) in prav tako delil prvo mesto na državnem odprtem šahovskem prvenstvu leta 2005 in 2008 (Las Vegas, Nevada). Avgusta 2013 je bil uvrščen med 40 najboljših igralcev v ZDA na rating listi USCF. Finegold je igral na devetih šahovskih prvenstvih ZDA : 1994 (Key West, Florida), 1999 (Salt Lake City, Utah), 2002 (Seattle, Washington), 2005 (La Jolla, Kalifornija), 2006 (San Diego, Kalifornija), 2008 (Tulsa, Oklahoma), 2010 (Saint Louis, Missouri), 2011 (Saint Louis, Missouri) in 2013 (Saint Louis, Missouri).
Leta 2000 je Finegold skupaj s šahovskim mojstrom Bobom Ciaffonejem napisal šahovsko knjigo z naslovom Smith–Morra Gambit Finegold Defense .
Septembra 2009 si je prislužil tretjo in zadnjo velemojstrsko normo na pokalu SPICE v Lubbocku, Teksas. Finegoldova ocena USCF je bila visoka 2662, pri čemer se je izenačil z velemojstrom Larryjem Christiansenom za naziv najvišje uvrščenega v Ameriki rojenega šahista v državi.

## Osebno življenje
Finegold je bil študent na državni univerzi Wayne.
Julija 1988 se je Finegold preselil v Bruselj z Gino Lynne LoSasso, eno najboljših šahovskih igralk v ZDA. Finegold in Gina sta se januarja 1989 poročila v Hastingsu v Angliji. Imata sina Spencerja Finegolda, ki je šahovski državni mojster. Svojo drugo ženo Kelly je spoznal v internetnem šahovskem društvu. Poročila sta se marca 2001 in imata hčerko Erum. Trenutno živi s svojo tretjo ženo, Karen Boyd, šahistko z izkušnjami v programiranju.
Finegold je vegetarijanec od leta 1986.